# Staniszcze Małe (gromada)
Staniszcze Małe (do 9 V 1957 Staniszcze Wielkie; od 1966/69 Staniszcze Wielkie) – dawna gromada, czyli najmniejsza jednostka podziału terytorialnego Polskiej Rzeczypospolitej Ludowej w latach 1954–1972.
Gromady, z gromadzkimi radami narodowymi (GRN) jako organami władzy najniższego stopnia na wsi, funkcjonowały od reformy reorganizującej administrację wiejską przeprowadzonej jesienią 1954 do momentu ich zniesienia z dniem 1 stycznia 1973, tym samym wypierając organizację gminną w latach 1954–1972.
Gromadę Staniszcze Małe z siedzibą GRN w Staniszczach Małych utworzono 10 maja 1957 w powiecie strzeleckim w woj. opolskim, przenosząc siedzibę GRN gromady Staniszcze Wielkie ze Staniszcz Wielkich do Staniszcz Małych i zmieniając nazwę jednostki na gromada Staniszcze Małe. Dla gromady ustalono 27 członków gromadzkiej rady narodowej.
Gromadę zniesiono między 1966 a 1968, przenosząc siedzibę ze Staniszcz Małych do Staniszcz Małych do Staniszcz Wielkich i zmieniając nazwę jednostki na Staniszcze Wielkie.